# Prix Pierre-Ayot
Le prix Pierre-Ayot est un prix artistique québécois. Il vise à souligner la qualité de la production des artistes de 35 ans et moins. Il a pour objectif de promouvoir l’excellence de la nouvelle création en arts visuels à Montréal, de favoriser la diffusion de jeunes artistes dans les galeries et les centres d’artistes montréalais, et de reconnaître l’effort des diffuseurs qui encouragent les artistes en début de carrière.
Il a été créé en 1996 par la Ville de Montréal en collaboration avec l'Association des galeries d'art contemporain (AGAC). Il a été nommé en l'honneur de l’artiste multidisciplinaire Pierre Ayot.
Ce prix d’une valeur de 5 000 $ est destiné à un artiste de 35 ans et moins.

## Lauréates et lauréats
- 2023 : Alexia Laferté-Coutu
- 2022 : Michelle Bui[2]
- 2021 : Myriam Dion[3]
- 2020 : Caroline Monnet[4]
- 2019 : Nadège Grebmeier Forget[5]
- 2018 : Adam Basanta[6]
- 2017 : Celia Perrin Sidarous[7]
- 2016 : Nicolas Grenier[8]
- 2015 : Jon Rafman[9]
- 2014 : Julie Favreau[10]
- 2013 : Kim Waldron[11]
- 2012 : Jacynthe Carrier
- 2011 : Olivia Boudreau
- 2010 : Alana Riley
- 2009 : Gwénaël Bélanger
- 2008 : Etienne Zack
- 2007 : Patrick Coutu
- 2006 : Raphaëlle de Groot
- 2005 : Emmanuelle Léonard
- 2004 : Jérôme Fortin
- 2003 : Pascal Grandmaison
- 2002 : Michel De Broin
- 2001 : Nathalie Grimard
- 2000 : Nicolas Baier
- 1999 : Emmanuel Galland
- 1998 : Marc Séguin
- 1997 : Stéphanie Béliveau
- 1996 : Nadine Norman